# Castelli Romani
Pour les articles homonymes, voir Romani (homonymie).

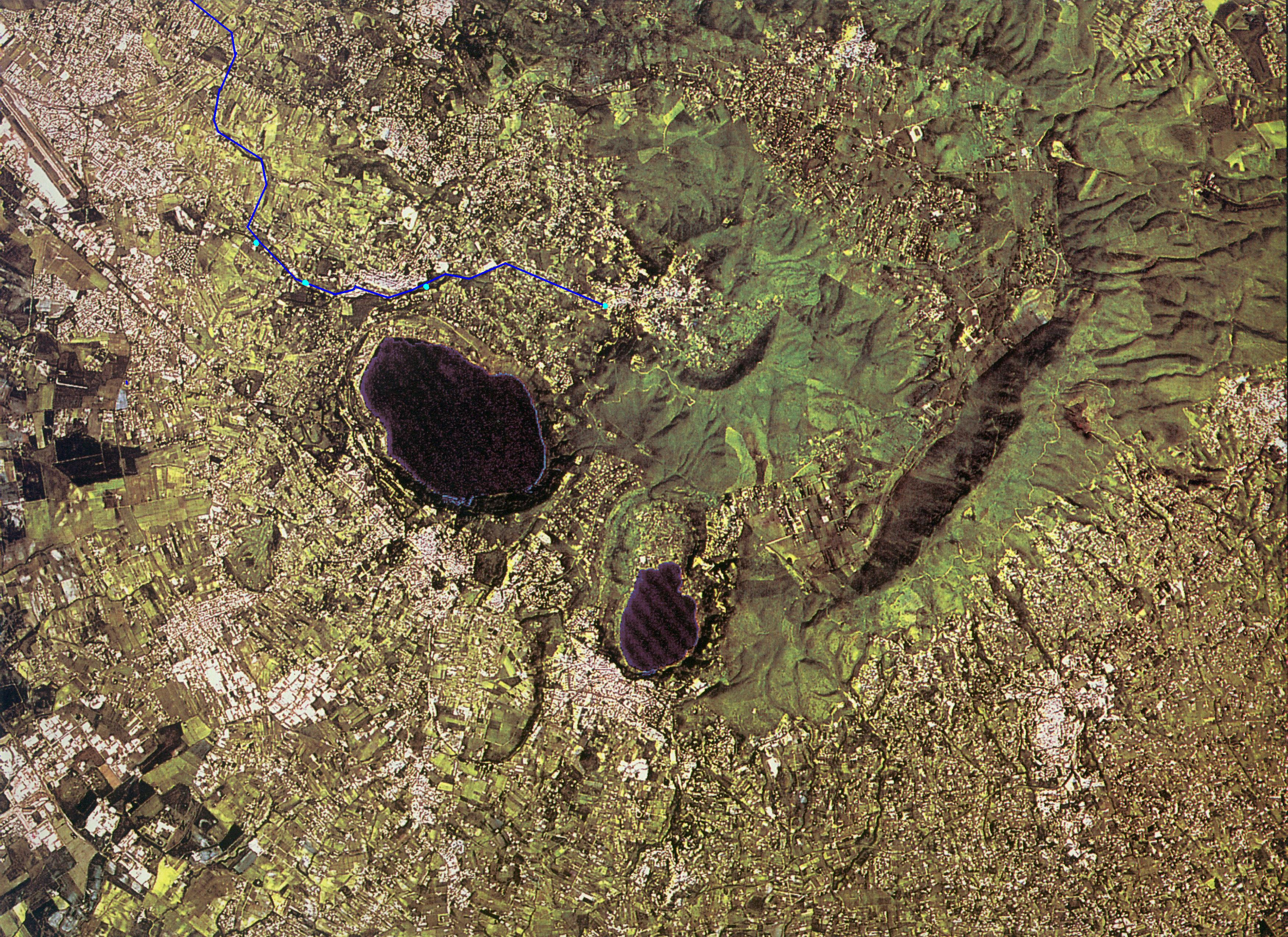
Vue satellite des Castelli Romani

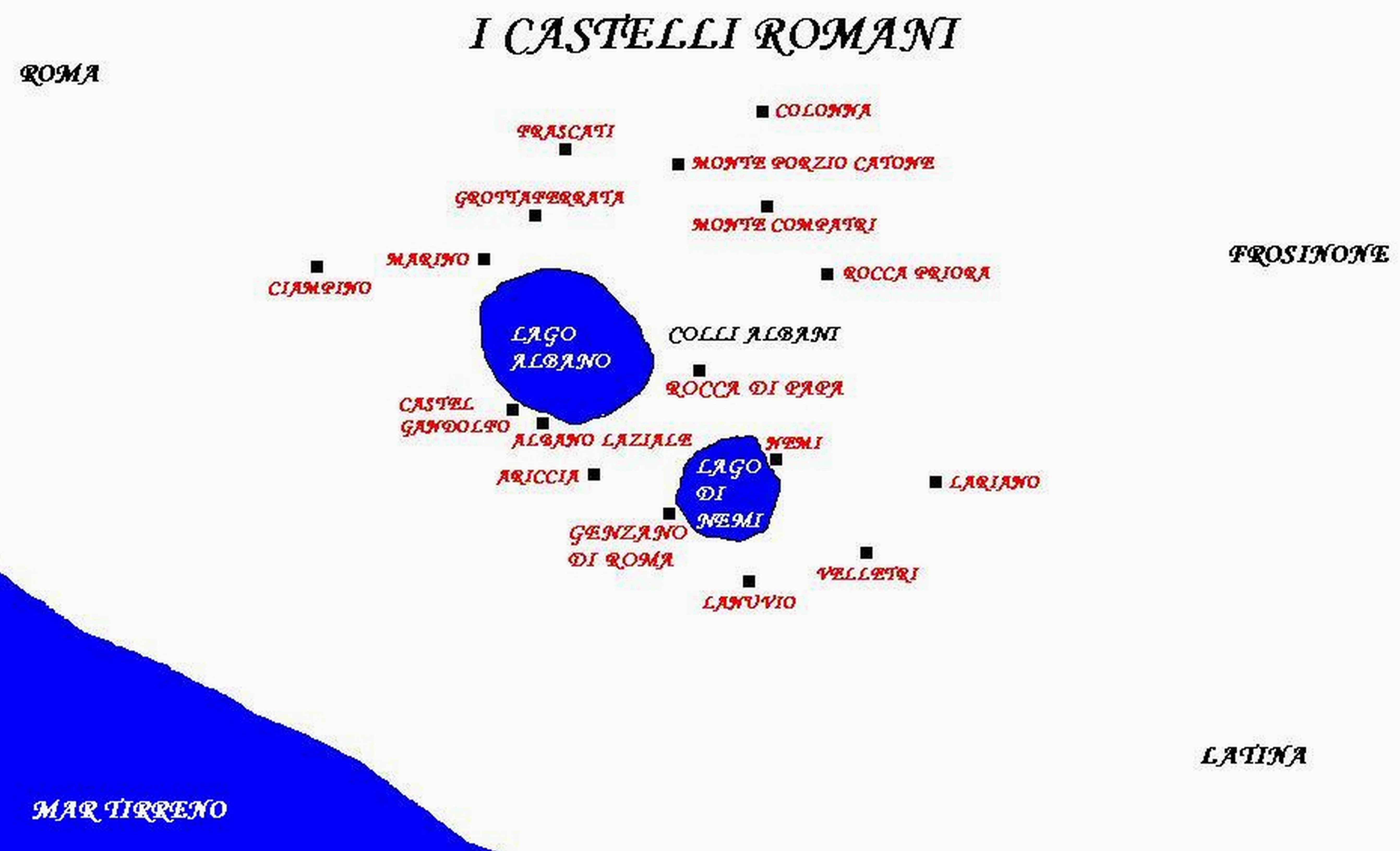
Carte des Castelli Romani

Les Castelli Romani (les « châteaux romains ») constituent une zone volcanique à 20 km au sud de Rome, à mi-chemin entre la ville et la mer, dans la province de Rome.
Cette zone verte constitue un parc naturel au sein du mont Albain, formé par un ensemble de volcans éteints dans lesquels se sont créés des lacs de cratère, dont les plus importants sont le lac d'Albano et le lac de Nemi. Avec ses forêts et ses villages historiques, cette zone constitue une promenade privilégiée du week-end pour les Romains.
D'ailleurs, elle tient son nom du fait qu'au Moyen Âge, de nombreuses familles nobles, tels que les Annibaldi, les Colonna, les Orsini, les Ruspoli, les Chigi, les Aldobrandini et les Savelli, vinrent s'y installer pour fuir l'anarchie qui régnait alors à Rome. 13 villages (devenus depuis des communes italiennes) furent donc transformés en places fortes ou châteaux :
- Albano (dont Castel Savello),
- Ariccia
- Castel Gandolfo (dont la résidence papale),
- Colonna,
- Frascati,
- Genzano,
- Grottaferrata,
- Marino,
- Monte Compatri,
- Monte Porzio Catone,
- Nemi,
- Rocca di Papa,
- Rocca Priora.

Le parc couvre également les communes suivantes :
- Ciampino,
- Lanuvio,
- Lariano,
- Velletri.

## Spécialités gastronomiques
- Cette région produit des vins blancs réputés tels que le vin blanc de Frascati.
- Ariccia est célèbre pour la porchetta (rôti de porc aux épices).
- Les maritozzi sont des biscuits locaux.